# تصنيف كأس العالم 2010
أقيمت قرعة بطولة كأس العالم لكرة القدم 2010 في كيب تاون ، جنوب أفريقيا في 4 ديسمبر 2009 في الساعة السابعة مساء بالتوقيت المحلي . من أجل تنظيم القرعة فقد تم توزيعها على فئات .

## التوزيع
عوامل التوزيع تم نشرها في 2 ديسمبر والتي تكررت في البطولة السابقة وذلك حسب تصنيف الفيفا العالمي للمنتخبات الصادر في أكتوبر 2009 . وقرر المنظمون استبعاد التصنيف الشهري الصادر في شهر نوفمبر لأنه المنتخبات التي شاركت في الملحقات القارية أو الدور الثاني هي التي ستستفيد من تحصيل نقاط أكثر على العكس المنتخبات التي ضمنت التأهل ولعبت مباريات ودية.
المنتخبات التي احتلت المراكز السبع الأولى وضعت على رؤوس المجموعات و منتخب جنوب أفريقيا ضمن ترأس المجموعة الأولى .
| الاتحاد                 | تصنيف الفيفا العالمي للمنتخبات أكتوبر 2009 |
| ----------------------- | ------------------------------------------ |
| جنوب إفريقيا (المستضيف) | 85                                         |
| البرازيل                | 1                                          |
| إسبانيا                 | 2                                          |
| هولندا                  | 3                                          |
| إيطاليا                 | 4                                          |
| ألمانيا                 | 5                                          |
| الأرجنتين               | 6                                          |
| إنجلترا                 | 7                                          |
| فرنسا                   | 9                                          |
| البرتغال                | 10                                         |
| الولايات المتحدة        | 11                                         |
| سويسرا                  | 13                                         |
| الكاميرون               | 14                                         |
| اليونان                 | 16                                         |
| تشيلي                   | 17                                         |
| المكسيك                 | 18                                         |
| ساحل العاج              | 19                                         |
| صربيا                   | 20                                         |
| باراغواي                | 21                                         |
| أستراليا                | 24                                         |
| الأوروغواي              | 25                                         |
| الدنمارك                | 27                                         |
| الجزائر                 | 29                                         |
| نيجيريا                 | 32                                         |
| سلوفاكيا                | 33                                         |
| هندوراس                 | 35                                         |
| غانا                    | 38                                         |
| اليابان                 | 40                                         |
| كوريا الجنوبية          | 48                                         |
| سلوفينيا                | 49                                         |
| نيوزيلندا               | 83                                         |
| كوريا الشمالية          | 91                                         |

## القرعة
تم توزيع المنتخبات على 4 فئات تضم كل منها 8 منتخبات . وضعت المنتخبات في الفئة الأولى حسب التصنيف أما باقي الفئات فقد وضعت حسب التوزيع الجغرافي .
| الفئة 1 (المستضيف و أفضل 7 منتخبات)                                                  | الفئة 2 (آسيا, أمريكا الشمالية و أوقيانوسيا)                                                            | الفئة 3 (أفريقيا و أمريكا الجنوبية)                                               | الفئة 4 (أوروبا)                                                             |
| ------------------------------------------------------------------------------------ | --- | --------------------------------------------------------------------------------- | ---------------------------------------------------------------------------- |
| جنوب إفريقيا · البرازيل · إسبانيا · هولندا · إيطاليا · ألمانيا · الأرجنتين · إنجلترا | أستراليا · اليابان · كوريا الشمالية · كوريا الجنوبية · هندوراس · المكسيك · الولايات المتحدة · نيوزيلندا | الجزائر · الكاميرون · ساحل العاج · غانا · نيجيريا · تشيلي · باراغواي · الأوروغواي | الدنمارك · فرنسا · اليونان · البرتغال · صربيا · سلوفاكيا · سلوفينيا · سويسرا |

تم سحب قرعة منتخبات الفئة الأولى لتحديد رؤوس المجموعات .
من أجل توزيع عادل بين القارات تم سحب قرعة منتخبات الفئة الثالثة على شرط أن لا يقع منتخب ينتمي إلى قارة أمريكا الجنوبية مع الأرجنتين أو البرازيل وأن لا يقع منتخب ينتمي إلى قارة أفريقيا مع المستضيف . لتحقيق هذا الأمر فإن أول منتخبين أفريقيين وضعوا في مجموعتي البرازيل والأرجنتين بينما تم ترك المجموعة الأولى التي تضم جنوب أفريقيا مؤقتا حتى يتم اختيار منتخب من قارة أمريكا الجنوبية.
نتيجة لذلك فقد وقعت قرعة نيجيريا في المجموعة الثانية مع الأرجنتين و ساحل العاج في المجموعة السابعة مع البرازيل على التوالي بينما وقعت الجزائر في المجموعة الثالثة بينما وقع المنتخب الأمريكي الجنوبي الأوروغواي في المجموعة الأولى مع المستضيف جنوب أفريقيا.